# 金沙翠雀花
金沙翠雀花（学名：Delphinium majus）为毛茛科翠雀属的植物，是中国的特有植物。分布在中国大陆的四川、云南等地，生长于海拔1,600米至1,800米的地区，多生长于河谷山坡草地或疏灌丛中，目前尚未由人工引种栽培。